# Коричневый собачий клещ
Коричневый собачий клещ (лат. Rhipicephalus sanguineus) — вид клещей из семейства Ixodidae. Распространён убиквитарно, но чаще встречается в теплом климате. Клещ может питаться на разных млекопитающих, основным хозяином для всех стадий является собака. На людей нападает редко, но в отсутствие собак может нападать и на людей. Напившись крови, клещ на время покидает собаку. Этот клещ способен завершить свой жизненный цикл в помещении. Может быть переносчиком нескольких заболеваний включая собачий эрлихиоз (Ehrlichia canis) и собачий бабезиоз (Babesia canis), марсельской лихорадки, крымской геморрагической лихорадки.